# Sarkofag Scypiona Barbatusa

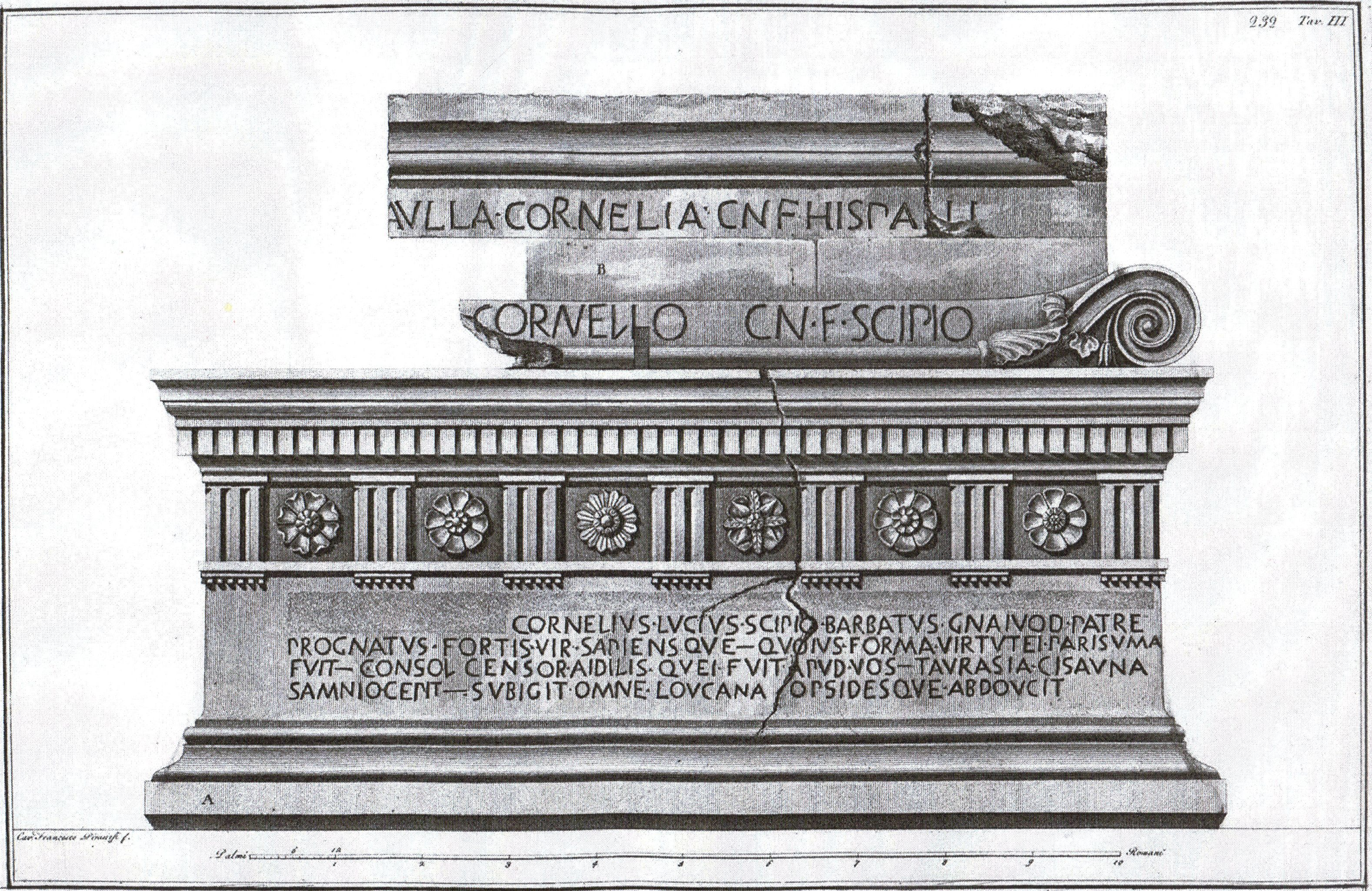
Rycina G.B. Piranesiego dokumentująca tekst elogium

Sarkofag Scypiona Barbatusa (wł. Sarcofago di Lucio Cornelio Scipione Barbato) – starożytny rzymski sarkofag należący do Lucjusza Korneliusza Scypiona Barbatusa, konsula z roku 298 p.n.e., odnaleziony w 1782 roku w grobowcu rodziny Scypionów przy via Appia. Należy do zbiorów Muzeów Watykańskich (Museo Pio-Clementino).

## Opis
Sarkofag stanowi jeden z najcenniejszych przykładów sztuki rzymskiej pierwszej połowy III wieku p.n.e. Jest najstarszym spośród sarkofagów umieszczonych w grobowcu Scypionów i zarazem jedynym, który posiada jakiekolwiek zdobienia. Wykonany został z szarego tufu wulkanicznego. Ma 2,77 długości i 1,42 m wysokości. Nadano mu kształt inspirowany ówczesnymi monumentalnymi ołtarzami hellenistycznymi. Skrzynię ozdobiono motywami architektonicznymi – w jej górnej części znajduje się fryz tryglifowo-metopowy znany z porządku doryckiego, z wpisanymi w metopy rozetami. Wieko sarkofagu udekorowane jest natomiast w narożnikach wolutami przechodzącymi w liście akantu. Wyryto na nim także nazwisko zmarłego: [L. Corneli]o(s) Cn. f. Scipio.

## Inskrypcja
W dolnej części sarkofagu znajduje się inskrypcja komemoratywna ku czci zmarłego, wyryta około sto lat po jego śmierci na miejscu wcześniejszego napisu. Jest to elogium ułożone w wierszu saturnijskim. Jego treść głosi:

CORNELIVS LVCIVS SCIPIO BARBATVS GNAIVOD PATRE

PROGNATVS FORTIS VIR SAPIENSQVE – QVOIVS

FORMA VIRTVTEI PARISVMA

FVIT – CONSOL CENSOR AIDILIS QVEI FVIT APVD

VOS – TAVRASIA CISAVNA

SAMNIO CEPIT – SVBIGIT OMNE LOVCANA

OPSIDESQVE ABDOVCIT
Korneliusz Lucjusz Scypio Brodaty,
Z Gneusza zrodzony, dzielny mąż i rozumny,
Którego postać cnotom jego dorównała,
Konsul, cenzor i edyl wśród naszego ludu,
Taurazję, Cyzaunę, Samnium zdobył,
Podbił całą Lukanię, zakładników pojmał. 
(Tłum. Zygmunt Kubiak)